# Lisbet Lundquist
Lisbet Lundquist (født 25. marts 1943 i Hellerup) er en dansk skuespiller.
Hun var elev i et år på ABC Teatret i 1970. Siden hen var hun engageret på Gladsaxe Teater.
Lisbet Lundquist var gift med entertaineren Eddie Skoller 1983-90. De fik sammen datteren Marie. Lisbet Lundquist blev i 1993 gift med skuespilleren Søren Østergaard.

## Filmografi
- Smil Emil – 1969
- Den røde rubin – 1969
- Ang.: Lone – 1970
- Stille dage i Clichy – 1970
- Et døgn med Ilse – 1971
- Lenin, din gavtyv – 1972
- Familien med de 100 børn – 1972
- Præsten i Vejlby – 1972
- Mig og Mafiaen – 1973
- Solstik på badehotellet – 1973
- Skipper & Co. – 1974
- Violer er blå – 1975
- Pas på ryggen, professor – 1977
- Verden er fuld af børn – 1980
- Slingrevalsen – 1981
- Frække Frida og de frygtløse spioner – 1994
- Farligt venskab – 1995
- Olsenbandens første kup 1999-2000, Tv-serie
- Rejseholdet (2000-2004), Tv-serie
- Forbrydelser – 2004
- Mørke – 2005
- Næste skridt – 2006